# Tricyphona truncata
Tricyphona truncata är en tvåvingeart som först beskrevs av Alexander 1941.  Tricyphona truncata ingår i släktet Tricyphona och familjen hårögonharkrankar. Inga underarter finns listade i Catalogue of Life.